# عبد القادر العبيدي
فريق أول ركن عبد القادر محمد جاسم المفرجي المعروف باسم عبد القادر العبيدي (1947-) وزير الدفاع الحادي والثلاثين السابق في العراق في مجلس الوزراء برئاسة نوري المالكي من يونيو 2006 إلى ديسمبر 2010.

## النشأة والتعليم
ولد عبد القادر العبيدي في بغداد عام 1947 لعائلة من الطبقة المتوسطة في مدينة الفضل والتي تقع في حي الرصافة، وكان من الضباط المهمين الجيش العراقي خلال فترة حكم صدام حسين. أنهى كل تعليمه المدرسي في بغداد. في عام 1966 درس في الأكاديمية العسكرية العراقية وتخرج في عام 1968 في الصف 47 كملازم ثاني للعمل في  القوات المسلحة العراقية ، وفي عام 1973 أرسلته وزارة الدفاع العراقية للدراسة في الاتحاد السوفيتي للحصول على ماجستير الديناميكا الهوائية لأسلحة الدبابات من أكاديمية العلوم العسكرية وتخرج في عام 1975. في عام 1977 درس في كلية الأركان العراقية وتخرج في عام 1979.

## الخدمة العسكرية
يعتبر الفريق ركن العبيدي من أحد الضباط العسكريين العراقيين الذين شاركوا بشكل كبيرو فاعل في تطوير الصنف المدرع العراقي حيث كان من ابرز معلمي الدروع في الجيش العراقي ودرس العديد من ضباط الجيش العراقي الكفوؤين في الصنف المدرع، وتدرج في المناصب إلى ان أصبح مدير الصنف المدرع الفترة مابين 1988 إلى 1992 ، وقبل هذا المنصب كان قد شغل منصب امر معهد الدروع في تكريت من منتصف 1986 إلى 1988. حيث ان هذا المعهد كان يعتبر من ارقى المعاهد في الشرق الأوسط الذي يختص بتخريج ضباط متخصصين بالصنف المدرع بمختلف تشكيلاته من مختلف البلدان العربيه وليس العراق فحسب ، ولديه العديد من المنشورات والدراسات المتعلقة بالمدرعات المدولبه والمسرفه إضافة إلى سلاح المعركة الرئيسي الا وهو الدبابات وانظمة السيطرة الناريه لها وكيفية استخدامها بشكل فاعل في المعارك. 

## مناصبه
شغل العديد من المناصب خلال الحرب العراقية الإيرانية والتي كان ابرزها امر كتيبة دبابات في اللواء المدرع العاشر الذي كان واحدا من أشهر واكفأ الالويه المدرعة في القوات المسلحة العراقية ، وصاحب الانتصار الشهير الذي قام بتدمير الفرقة الذهبية الإيرانية بالكامل (الفرقة المدرعة الثمانين) واسر معظم منتسبيها من ضباط وجنود في معركة الخفاجية الشهيره عام 1982. ثم أصبح امر لواء لإحدى الالويه المدرعة ، كما عمل عدة مرات في مقر وزارة الدفاع العراقية في بغداد حيث شغل منصب سكرتير وزير الدفاع عدنان خير الله. 

## خلافاته بالمؤسسة العسكرية
كان الفريق ركن العبيدي من أشد الضباط حرصا على كفاءة الصنف المدرع للجيش العراقي وكان لهذا الحرص ان يضعه في مواجه مع حسين كامل والذي كان المشرف على التصنيع العسكري حيث افشل العبيدي العديد من المشاريع الغير كفوئه للتصنيع العسكري في ما يخص تطورير سلاح الدروع حينما كان مديرا للدروع مما حدى بحسين كامل أن يعمل على احالته للتقاعد وابعاده من الجيش بتهمة التامر ، بالإضافة إلى موقفه الصريح ضد الغزو العراقي للكويت وكتابة تقرير عن مقارنة بين حجم قوة جيوش الحلفاء والجيش العراقي وبالاخص سلاح الدروع والذي اكد فيه عدم قدرة الجيش العراقي في مواجهة جيوش التحالف لعدم تكافئ القوى مما أدى إلى اثارة حفيضة وسخط القيادة العامه في ذلك الوقت مما أدى إلى اعتقاله في 1994 والحكم عليه بالسجن.

## عودته للجيش العراقي
في عام 2004 انضم إلى الجيش العراقي الجديد بالخدمة وشغل منصب مدير العمليات في رئاسة أركان الجيش ثم قائد العمليات العسكرية في غرب العراق. قبل تعيينه وزيرا في 8 يونيو 2006 كان قائد القوات البرية العراقية حيث تم تكليفه من قبل رئيس الوزراء الأسبق والقائد العام للقوات المسلحة الدكتور أياد علاوي في نهاية عام 2004 وبالتحديد بعد تحرير الفلوجة بتشكيل قيادة القوات البرية العراقية وبالتالي كان أول قائد للقوات البرية العراقية.

## المسيرة السياسية
بعد حرب الخليج الثانية في عام 1991 بدأ ينتقد نظام صدام بمعارضته لغزو الكويت عام 1990 ونتيجة لذلك تم تخفيض رتبته وحكم عليه بالسجن لمدة سبع سنوات مع مصادرة أمواله المنقولة وغير المنقولة ومع ذلك كان تحت المراقبة الأمنية بعد الإفراج عنه ومنع من مغادرة العراق. كان العبيدي أول قائد عسكري عراقي لقيادة القوات العسكرية العراقية الجديدة التي شاركت جنبا إلى جنب مع القوات الأميركية للاستيلاء على مدينة الفلوجة من المسلحين وحظر جماعاتها في نوفمبر 2004 ونتيجة لذلك طلب عبد الناصر الجنابي وهو أحد أعضاء مجلس النواب العراقي (في وقت لاحق من مارس 2007 من المجلس الأعلى للقضاء العراقي أن يرفع مجلس النواب الحصانة البرلمانية عن عبد الناصر الجنابي لمواجهة اتهامات عمليات الاختطاف والإرهاب) اتهمه بأنه مجرم حرب في حملة عسكرية ضد مدينة الفلوجة خلال جلسة تأكيده في مجلس النواب. 

وفي يونيو 2006 عين الفريق ركن العبيدي في منصب وزير الدفاع في وقت حرج جدا عندما كانت الحرب الطائفية في ذروتها وكان الجيش العراقي غير جاهز وفي عملية إعادة البناء ومع ذلك فإن وزارة الدفاع العراقية تعاني من الفساد والخروج من السيطرة تقريبا ، وبدأ تغيير نظام وزارة الدفاع التي أنشئت في عام 2004 منذ أن كان هذا النظام هو السبب الرئيسي للفساد وإعطاء الصلاحيات للموظفين المدنيين الذين ليس لديهم أي خلفية عسكرية أن يغلبوا على الضباط العسكريين العراقيين مما أثر على جهودهم لإنفاذ الأمن. 

وبدأ الفريق ركن العبيدي في إعادة النظام من خلال إعادة العمل مع نفس النظام من وزارة الدفاع العراقية منذ إنشائها في عام 1921 حتى عام 2003 ، وأسس بالفعل وزارة الدفاع العراقية بعد عام 2003 وقد بذل جهودا لاستعادة مكانة الجيش العراقي ، وفي مارس 2007 قال : أن «الفساد والميليشيات التي تسكن قاعات» وزارة الدفاع ب«الموظفين الوهميين» كانت «متفشية» وضغط عليه لإعادة هيكلة وزارته على غرار صفقات تقاسم السلطة ، وفي أكتوبر 2008 أعلن أن جميع الجنود وغيرهم من موظفي الوزارة يحظر عليهم الانضمام إلى أي حزب سياسي أو الترشح لمنصب سياسي أو العمل في أي حملة سياسية أو حتى حضور التظاهرات السياسية. حتى ديسمبر 2009 كان معروفا كوزير مستقل ولم تتمكن معظم الأحزاب السياسية من إثبات ميوله السياسية إلا أنه منع من انتخابات البرلمان العراقي 2010 بسبب ارتباطاته المزعومة بحزب البعث الذي تم تصنيعه.